# Військові втрати (фільм)
Військові втрати (англ. Casualties of War) — американська військова драма 1989 року.

## Сюжет
Під час війни у В'єтнамі Рядовий Еріксон стає свідком зґвалтування в'єтнамської дівчини його товаришами по службі. Він всіляко намагається їм перешкодити, але виявляється безсилим. І пізніше намагається добитися справедливості, але воєначальники всіляко намагаються зам'яти цю справу. Відстоюючи свою позицію, Еріксон змушений протистояти всьому взводу і його командиру сержанту Мезерві.

## У ролях
| Актор             | Роль                |
| ----------------- | ------------------- |
| Майкл Джей Фокс   | Ерікссон            |
| Шон Пенн          | сержант Тоні Мезерв |
| Дон Гарві         | капрал Томас Кларк  |
| Джон Рейлі        | Герберт Гетчер      |
| Джон Легуізамо    | Антоніо Діас        |
| Тхуй Тху Ле       | Оан                 |
| Вінг Реймс        | лейтенант Рейлі     |
| Дейл Дай          | капітан Гілл        |
| Голт Маккелені    | лейтенант Крамер    |
| Джек Гуолтні      | Роуен               |
| Ерік Кінг         | Браун               |
| Ден Мартін        | сержант Гоуторн     |
| Стів Ларсон       | агент 1             |
| Джон Лінтон       | агент 2             |
| Віто Руджініс     | прокурор            |
| Ел Шеннон         | Вілкінс             |
| Венделл Пірс      | Макінтайр           |
| Сем Робардс       | капелан Кірк        |
| Маріс Валайніс    | Стрейбіг            |
| Даррен Е. Берроуз | Чері                |
| Стівен Болдвін    | солдат              |